# پوئرتو باریوس
پوئرتو باریوس (به اسپانیایی: Puerto Barrios) یک منطقهٔ مسکونی در گواتمالا است که در Izabal Department واقع شده‌است. پوئرتو باریوس ۴۰٬۹۰۰ نفر جمعیت دارد و ۶۳۸ متر بالاتر از سطح دریا واقع شده‌است.